# 杠香藤
杠香藤（学名：Mallotus repandus var. chrysocarpus）为大戟科野桐属下的一个变种。

## 扩展阅读
- 維基物種上的相關：杠香藤